# Prima Lege
Prima Lege (titlu original The First Law) este o serie fantasy creată de autorul britanic Joe Abercrombie. Ea cuprinde o trilogie, trei romane de sine stătătoare a căror acțiune se petrece în aceeași lume, precum și o serie de povestiri.

## Conținutul și cronologia seriei

### Trilogia
- The Blade Itself (2006) - ro. Tăișul sabiei

Titlul reprezintă un citat din Odiseea lui Homer
- Before They Are Hanged (2007) - ro. Fără îndurare

Titlul reprezintă un citat din Heinrich Heine
- Last Argument of Kings (2008) - ro. Puterea armelor

Titlul reprezintă traducerea inscripției de pe tunurile lui Ludovic al XIV-lea, „Ultima Ratio Regnum”

### Romane și povestiri de sine stătătoare
- Best Served Cold (2009)

Acțiunea are loc la patru ani de la evenimentele relatate în trilogie
- "The Fool Jobs" (2010)
- "Yesterday, Near A Village Called Barden" (2010)
- The Heroes (2011)- Eroii[4]

Acțiunea are loc la nouă ani de la evenimentele relatate în trilogie
- "Some Desperado" (2013)
- Red Country (2012)

Acțiunea are loc la zece ani de la evenimentele relatate în trilogie
- "Freedom!" (2013)

## Prezentare generală
Trilogia prezintă evenimentele istorice prin care trece Uniunea, una dintre cele mai puternice și avansate națiuni care a renăscut din cenușa vechiului Imperiu. Ascensiunea ei se datorează acțiunii din umbră a lui Bayaz, Întâiul dintre Magi, care a stat alături de fiecare rege atunci când Uniunea a trecut prin momente dificile. La fel se întâmplă și acum, Uniunea fiind nevoită să lupte pe două fronturi: cu revolta condusă de Bethod, Regele autoproclamat al Nordului, și cu Imperiul Gurkhul aflat la sud de Uniune, dincolo de mare. Al doilea adversar este mult mai periculos, deoarece este condus din umbră de Khalul, un alt mag din vechime care se folosește de magia venită din Cealaltă Parte. Singurul mod de a-i face față este găsirea Seminței, o armă teribilă care a dus la ruină vechiul Imperiu. Bayaz adună alături de el oameni pe care se poate baza și pe care-i poate manipula după bunul plac: războinicul sângeros Logen Nouădegete, femeia cu ascendență demonică Ferro Maljinn, căpitanul Jezal dan Luthar din Garda Regelui și Inchizitorul Sand dan Glokta. Astfel, el reușește să pună capăt rebeliunii din Nord și să respingă invazia gurkiană.
Celelalte romane și povestiri descriu evenimente petrecute în deceniul care a urmat. Unele dintre evenimentele prezentate se desfășoară în același cadru ca al trilogiei (cum ar fi o nouă bătălie împotriva nordicilor), în timp ce altele aduc la lumină locuri noi (și amintesc, pe alocuri, de Vestul sălbatic și goana după aur). Deși conțin protagoniști noi, unele dintre personajele principale ale trilogiei apar episodic sau sunt menționate, iar câteva personaje secundare capătă mai multă profunzime.

## Personaje
- Bayaz - Întâiul dintre Magi, primul ucenic al lui Juvens și cel care l-a răzbunat după ce a fost ucis pe Kanedias Creatorul. Foarte bătrân, cu o condiție fizică bună, expert în mânuirea Artei Focului, temperamental, direct și înțelept, caută să readucă echilibrul într-o lume pe care urmașii Creatorului vor să o distrugă. Deși păstrează lumea în echilibru în fața Celeilalte Părți, acțiunile lui sunt deseori controversate și dovedesc un orgoliu nemăsurat.

- Logen Nouădegete - războinic barbar din Nord, supranumit Sângerosul Nouă din cauză că îi lipsește un deget și pentru că a semănat teroarea în rândul locuitorilor Nordului pe vremea când lucra pentru Regele autoproclamat al Oamenilor Nordului, Bethod. În momentul începerii acțiunii trilogiei încearcă să renunțe la latura sa violentă și crudă. Este un luptător excepțional, dotat cu răbdare și inteligență, care poate vorbi cu spiritele. După înfrângerea lui Bethod este ales Rege al Nordului, poziție pe care nu o va deține pentru mult timp.

- Copoiul - Om Ales din Nord, căpetenie care a luptat sub conducerea lui Bethod, Logen și Treicopaci; este o iscoadă foarte bună, cu un simț olfactiv extrem de bine dezvoltat, care va fi aleasă conducător de Oamenii Nordului până la înscăunarea lui Logen pe post de Rege.

- Sand dan Glokta - un fost spadasin renumit, câștigător al Turnirului, pe care cei șapte ani petrecuți în închisorile Împăratului din Gurkhul l-au lăsat schilod pe viață. Revenit în Agriont ca Inchizitor, își face meseria cu multă meticulozitate și o cruzime care îi face plăcere, pentru a se răzbuna pe soarta care l-a doborât în culmea gloriei, făcând din el o epavă. Inteligent și viclean, se străduiește să supraviețuiască într-o breaslă în care ziua de mâine nu este sigură, dar așteptând cu speranță moartea care să îl izbăvească de chinuri. Chinurile la care a fost supus în Gurkhul i-au eliminat teama de moarte (pe care o vede ca pe o izbăvire a chinurilor), lucru de care profită pentru a face față intrigilor de la palat. În cele din urmă ajunge Arhilector și mâna dreaptă a lui Bayaz și se căsătorește cu Ardee West.

- Jezal dan Luthar - căpitan în Garda Regelui, câștigător al Turnirului, "eroul zilei", un tânăr de condiție socială bună căruia viața îi oferă tot ce dorește și care, din acest motiv, se consideră deasupra celorlalți. Se îndrăgostește nebunește de sora prietenului său cel mai bun, Ardee West, deși aceasta are o condiție net inferioară. Ajuns Rege al Uniunii cu ajutorul mașinațiunilor lui Bayaz, se căsătorește cu o prințesă styriană și încearcă să devină un conducător bun pentru supușii săi.

- Collem West - maior în Garda Regelui, de condiție socială joasă, care a urcat ierarhic datorită calităților sale și a curajului dovedit în luptă, deși asta i-a atras antipatia aristocraților. Prieten apropiat al lui Sand dan Glokta înainte ca acesta să fie capturat de gurkieni și, ulterior, prieten foarte bun cu Jezal dan Luthar. Odată cu moartea tatălui său, trebuie să se îngrijească de sora sa, Ardee. Este pus în fruntea armatei care pornește în lupta de apărare a Engliei în fața invaziei armatei lui Bethod. După moartea Lordului Mareșal îi ia locul și îl înfrânge pe Bethod, apoi ajută la alungarea armatei gurkiene. Este răpus de molima care pustiește Agriontul după folosirea Seminței.

- Ferro Maljinn - negresă căreia Împăratul i-a luat tot ce avea. Mai trăiește doar pentru a se răzbuna pe el, posedând abilități de luptă extraordinare în ceea ce privește agilitatea, viteza de reacție, forța și rezistența. Suspicioasă față de orice alt om în afara celor asupriți de Împărat, nu acceptă să fie condusă de alții decât când este pusă în situații limită. În sângele ei se află urme ale sângelui demonilor din vechime.

## Istoria
„Consemnarea evenimentelor nu era o prioritate în epoca întunecată. Lumea întreagă era în haos, după războiul dintre Juvens și fratele său, Kanedias...”
La început istoriei cunoscute, Midderlandul era format din multe regate mărunte care s-au ridicat și au decăzut, războindu-se mereu între ele. Cu timpul, dintre ele s-au desprins Cele Trei Regate, care au devenit tot mai puternice, unul dintre ele fiind condus de Harod. Acesta a primit ajutorul lui Bayaz, Întâiul dintre Magi, care i-a promis că îl va face Rege al întregului Midderland. El l-a sfătuit să își ridice capitala în Adua, să facă pace cu anumiți vecini și să se războiască cu alții. Astfel, după o vreme, Harod a unificat Midderlandul, dând naștere Uniunii și devenind primul Mare Rege, cunoscut ulterior sub numele de Harod cel Mare. El a înființat Consiliul Închis, Consiliul Deschis și a format Inchiziția.
în timpul domniei Regelui Morlic Nebunul a avut loc un război civil. Morlic a fost ucis, iar Consiliul Deschis l-a urcat pe tron pe Arnault, al cărui dascăl fusese tot Bayaz, cel care va deveni Lord Șambelan și își va spune Bialoveld. Dinastia lui Arnault va domni multă în Midderland până la evenimentele relatate în Puterea armelor.
Regele Casamir a numit cei mai viteji cincizeci de bărbați din Garda Regelui să păzească poarta de acces către Casa Creatorului.
Unul dintre teritoriile Uniunii, cetatea Dagoska, a devenit capul de pod pe teritoriul de peste mări controlat de gurkieni. Aceștia au atacat cetatea, asediind-o timp de un an, însă armata Uniunii - din care făcea parte Collem West și Sand dan Glokta - a pornit o contra-ofensivă care i-a adus victoria.
Nouă ani după acea victorie, Bethod s-a autoproclamat Rege al Oamenilor Nordului și a pretins ca Uniunea să îi cedeze Englia. În urma refuzului Uniunii, trupele Nordului au invadat Englia, iar Uniunea a fost nevoită să își trimită împotriva lor armata, sub conducerea maiorului Collem West. Armata lui Bethod a fost înfrântă, iar la conducerea Nordului a fost pus Logen Nouădegete, detronat foarte curând de Dow cel Negru.
Moartea regelui Guslav al Cincilea, ultimlâul din dinastia lui Arnault, a adus un vid de putere, până când Bayaz l-a pus fraudulos pe tron pe Jezal Întâiul, ca pretins bastard al defunctului rege. Sub conducerea acestuia, Uniunea a avut de înfruntat invazia Imperiului Gurkhul, care a ajuns până la porțile capitalei, pe care a asediat-o. Cu ajutorul alianțelor stabilite cu Oamenii Nordului conduși de Logen și cu Marele Duce Orso al Talinilor, socrul regelui, invazia gurkiană a fost respinsă.
La nouă ani de la aceste evenimente, o nouă revoltă a Oamenilor Nordului, condusă de Dow cel Negru, a fost respinsă de armata Uniunii condusă de Lordul Mareșal Kroy, cel care participase atât la înfrângerea lui Bethod, cât și la apărarea capitalei Adua.

## Geografia
„Kanedias a observat că țările Lumii cunoscute formează un cerc, cu centrul aici, în Casa lui și cu marginea lui exterioară trecând de insula Shabulyan, departe la Vest, dincolo de Vechiul Imperiu.”

### Uniunea
- Midderland - inima Uniunii. Bayaz l-a sfătuit pe Harod să-și stabilească reședința la Adua pentru a putea cuceri întregul Midderland. ”Orașul turnurilor albe” a devenit astfel capitala Uniunii, locuința familiei regală și sediul Consiliilor Închis și Deschis și al Inchiziției.
- Englia - situat în nordul Uniunii și condusă de Lordul Guvernator Fedor dan Meed. Este un teritoriu rece și ostil, minele de aici fiind detinația uzuală pentru exilații Uniunii. Este dorit de către Bethod, Regele Oamenilor Nordului.
- Starikland - situat în vestul Uniunii.
- Dagoska - situat în sudul Uniunii, condusă de Lordul Guvernator Sand dan Vurms, se află sub Protectoratul Uniunii. Orașul este construit pe o peninsulă îngustă, aparținând teritoriului controlat de Imperiul Gurkhul, fiind despărțită de Midderland prin largi întinderi de apă sărată. A rezistat timp ce un an asediului gurkienilor în timpul războiului acestora cu Uniunea, dar a fost cucerită ulterior. Aici a activat pentru o vreme, sub licență exclusivă, Ghilda Mirodeniilor.
- Westport - situat în estul Uniunii, se află sub Protectoratul Uniunii.

### Nordul
Este un teritoriu rece, neospitalier, locuit de clanuri războinice. În afara perioadei în care au fost conduse de legendarul erou Skarling, clanurile s-au aflat într-un conflict continuu atât între ele, cât și cu shanka, creaturi supranumite și ”capete-turtite”. Luptătorii nordici sunt foarte înalți, puternici și deosebit de cruzi, despre mulți dintre ei născându-se legende care stârnesc groaza.
Un conducător de clan, Bethod, a înfrânt unul după altul celelalte clanuri și le-a unit sub conducerea sa de fier, avându-l alături pe sângerosul războinic Logen Nouădegete. După ce s-a autoproclamat Rege al Oamenilor Nordului a provocat Uniunea, cerând cedarea teritoriului Engliei. În urma refuzului Uniunii a invadat acest teritoriu, ceea ce a dus la începerea unui război. Armata Uniunii, condusă inițial de Lordul Mareșal Burr, apoi de Collem West s-a aliat cu Logen, cu rebelii nordici adunați în jurul Copoiului și cu delenii conduși de Crummock-i-Phail și au înfrânt coaliția dintre nordicii lui Bethod și shanka. Bethod a fost ucis, în locul său fiind numit Rege al Nordului Logen. Domnia acestuia a fost de scurtă durată, el fiind detronat de un fost camarad de arme, Dow cel Negru.
La nouă ani de la aceste evenimente, Dow cel Negru a adunat din nou Oamenii Nordului pentru a ataca Uniunea, confruntându-se cu armata condusă de Lordul Mareșal Kroy.

### Vechiul Imperiu
Situat în vest, dincolo de Starikland, este cunoscut mai mult prin intermediul basmelor și legendelor. Cândva cea mai măreață națiune din Cercul Lumii, acum "nu e cu mult mai mult decât un vast câmp de bătălie".

### Imperiul Gurkhul
Poziționat dincolo de mările sărate din sudul Uniunii, s-a format prin cucerirea multor teritorii, printre care Kanta, Taurish, Muntaz și a întregii Mări a Sudului. Locuit de kantici tuciurii, este condus de Uthman-ul-Dosht, care se află sub controlul lui Khalul Profetul. Acesta și-a creat o armată de devoratori care să se adauge ucenicilor lui din vechime, cunoscuți sub numele de Vântul Răsăritului, și a cucerit jumătate din lume. La îndemnul său, Uthman a atacat avanpostul Uniunii, Dagoska și, după cucerirea acestuia, a încercat să cotropească Uniunea. Campania a început fructuos, iar gurkienii au ajuns până la Adua, pe care au asediat-o. Armata Uniunii, ajutată de cele ale Oamenilor Nordului și a styrienilor, precum și de magia lui Bayaz, a reușit să pună capăt asediului și să alunge armata gurkiană.

### Teritoriile din est
La est de Uniune se află Orașele Libere ale Styriei (cu care Ghilda Pânzarilor avea licență exclusivă de comerț înainte de compromiterea ei de către Inchiziție), cele O Mie de Insule, Suljuk și îndepărtatul Thond (unde e venerat soarele). Din orașul styrian Talin va fi aleasă regina lui Jezal, punându-se astfel bazele unei alianțe care se va dovedi salutară în fața invaziei gurkiene.

## Legende și magie

### Căderea Maestrului Creator
„Legendele spun că în zilele străvechi, de dinaintea începutului istoriei, lumea noastră și Cealaltă Parte erau una. Erau o singură lume. Demonii umblau pe pământ, liberi să facă tot ce pofteau. Haos, dincolo de orice închipuire. Se împerecheau cu oamenii și dădeau naștere unor corcituri. Jumătate om, jumătate demon. Diavoli. Monștri. Unul dintre aceștia s-a numit Euz. El a scăpat omenirea de tirania diavolilor și din violența luptei lui cu aceștia s-a format pământul. A despărțit lumea de sus de lumea de jos și a sigilat porțile dintre ele.”
Euz a patru fii: Juvens - căruia i-a dăruit talentul de a stăpâni Înalta Artă de a schimba lumea prin magie temperată de înțelepciune, Kanedias - căruia i-a dăruit talentul de a modela piatra și metalul), lui Bedesh i-a dăruit talentul de a vorbi și conduce spiritele și Glustrod - căruia ar fi trebuit să-i revină priceperea de a comunica cu Cealaltă Lume, lucru pe care Euz l-a interzis prin Prima Lege.
Kanedias a devenit Maestru Creator; a ridicat Agriontul, Universitatea, Casa Creatorului și a numit primii inițiați care să îl ajute. Devenit tot mai înverșunat în a-și apăra secretele de oameni, el și-a izgonit adepții și s-a retras în Casa lui, alături de asistentul lui, Jaremias și de fiica sa, Tolomei.
Juvens a luat sub oblăduirea sa un popor de pe malul fluviului Aos, căruia i-a dăruit legi, învățătură, guvernare și științe. A ridicat capitala Aulcus și a ajutat acest popor să întemeieze un imperiu.
Furios că rămăsese singurul fără daruri, Glustrod s-a inițiat în tainele magiei, a încălcat Prima Lege și a adus în lume demonii din Cealaltă Parte, distrugând cu ajutorul lor Aulcus. Juvens a cerut ajutorul celorlalți frați ai săi, dar doar Bedesh i-a sărit în ajutor. Împreună, cei doi frați au asediat Aulcus și, profitând de faptul că Glustrod a fost înșelat de demoni, l-au învins și au distrus cetatea.
Juvens și-a adunat în jurul său unsprezece ucenici, dintre care doi nu se putea suferi unul pe celălalt: Bayaz (primul dintre ucenici) și Khalul. Încercând să pună capăt vrajbei dintre cei doi, Juvens i-a trimis să studieze în locuri diferite, dar ambiția de a deveni mai bun decât Khalul l-a determinat pe Bayaz să caute un alt maestru, devenind ucenicul lui Kanedias. În Casa Creatorului el a aflat că acesta încerca să capteze forța Celeilalte Părți în mașinăriile lui, încălcând Prima Lege.
Îngrozit, Bayaz s-a întors la Juvens și l-a informat despre activitățile ascunse ale fratelui său. Între cei doi fii ai lui Euz a izbucnit un războiul, iar Kanedias a creat capetele-turtite și a Spintecătoarea, o armă cu un tăiș în Cercul Lumii și cu celălalt în Partea Cealaltă, pe care a construit-o cât de solid s-a priceput pentru a apăra Lumea de conținutul ei.
Cu această armă l-a ucis pe Juvens, iar opt dintre ucenicii acestuia (fără Khalul, Zacharus și Cowneil) au încercat să-l răzbune. Kanedias i-a învins pe toți, omorându-i pe Anselm și Brokentooth și retrăgându-se apoi în Casa sa. Întâiul dintre Magi, Bayaz, a luat cu asalt Casa și, după douăsprezece zile și douăsprezece nopți, a găsit o cale să pătrundă. S-a luptat cu Creatorul folosind foc și oțel, urmărindu-l până pe acoperișul Casei. Creatorul și fiica sa, Tolomei, sunt aruncați în abis de Bayaz.
În urma căderii lui Kanedias, s-a pierdut Sămânța. Bayaz i-a îngropat pe cei morți și a zăvorât Casa Creatorului, luând cheia cu el.

### Principiile Artei
Magia este cunoscută sub numele de Artă, fiecare magician stăpânind anumite aspecte ale ei, cum sunt elementele naturii (de exemplu, Bayaz stăpânește focul), puteri vindecătoare, etc.. Această artă se supune unor Legi:
1. Prima Lege - E interzis să atingi Cealaltă Parte, să vorbești cu diavolii.
2. A Doua Lege - E interzis să mănânci carnea oamenilor.

Odată cu moartea lui Juvens, puterea Artei a început să se scurgă din Lume, iar magii rămași încalcă tot mai des Legile. Profetul Khalul, care conduce din umbră Imperiul Gurkhul, și-a adunat în jurul ucenicilor săi, cunoscuți sub numnele de Vântul Răsăritului, armate de devoratori, încălcând A Doua Lege. Pe de altă parte, așa cum îi explică Bayaz lui Yulwei, orice act de magie încalcă, de fapt, Prima Lege.
Folosirea Seminței și a legăturilor cu Cealaltă Parte au efecte devastatoare. Vechiul Imperiu este ruinat în acest fel de către Glustrod, iar folosirea Seminței pentru a respinge invazia gurkiană asupra Uniunii aduce o epidemie greu de controlat. Cele O Sută de Cuvinte, sufletele nemuritoare aflate în slujba Profetului Khalul, își trag vitalitatea din viețile pe care le devorează, rămânând veșnic tinere și beneficiind de o forță supraomenească.

## Opinii critice
Tăișul sabiei s-a bucurat de o primire foarte călduroasă. În recenzia scrisă pentru The Guardian, autorul Jon Courtenay Grimwood scria că „în sfârșit un roman care se ridică aproape de nivelul reclamei făcute de editor”, în timp ce Siobhan Carroll de la Strange Horizons era de părere că „fanii epopeilor cu personaje puternice ambigue din punct de vedere moral ar trebui să adauge acest roman la lista de priorități”.
Recenziile continuării Fără îndurare au fost amestecate; în timp ce Fantasy Book Review declara că a fost „greu să n-o citești fără să te oprești” și că „nu dezamăgește”, The SF Site a ridicat problema unidimensionalității personajelor feminine, atenționându-l pe Abercrombie că ar fi trebuit „să mai lucreze un pic la ea pentru a putea păstra nivelul primei cărți”.
Puterea armelor a fost bine primită de critici, Publishers Weekly spunând că „cititorii vor deplânge terminarea acestei povești pline de viață”. David Bradley de la SFX i-a dat cărții cinci stele și a afirmat că Abercrombie „încheie trilogia cu o încăierare care-ți taie răsuflarea, condimentată cu momente de thriller”.
Eric Brown a recenzat Red Country pentru The Guardian și a spus că Abercrombie „și-a scos pălăria în fața genului western, însă și-a continuat misiunea de a trage genul fantasy, cu lovituri și țipete, în secolul al XXI-lea prin melanjul său caracteristic de realism cenușiu, caracterizare complexă, scene a căror violență îți întoarce stomacul pe dos și răufăcători care sunt la fel de bine creionați ca și eroii”, concluzionând că romanul este „o continuare de excepție a aclamatei The Heroes”.